# Olguinski
Olguinski (del ruso: Ольгинский) es un jútor del raión de Abinsk del krai de Krasnodar en el sur de Rusia. Está situado en la orilla izquierda del río Kubán, 33 km al nordeste de Abinsk y 53 km al oeste de Krasnodar, la capital del krai. Tenía 1 310 habitantes en 2010.
Es cabeza del municipio Olguinskoye, al que pertenecen asimismo Bogdasarov, Léninski, Necháyevski y Svobodni.